# Guide Madrolle

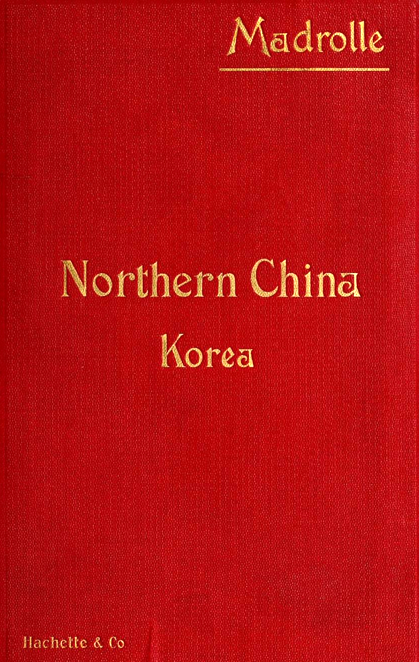
Couverture de l'édition anglaise Northern China, 1912

Les guides Madrolle sont une collection française de guides touristiques spécialisée pour l'Extrême-Orient, fondée en avril 1902 par Claudius Madrolle dont le dernier ouvrage est paru en 1939.

## Historique

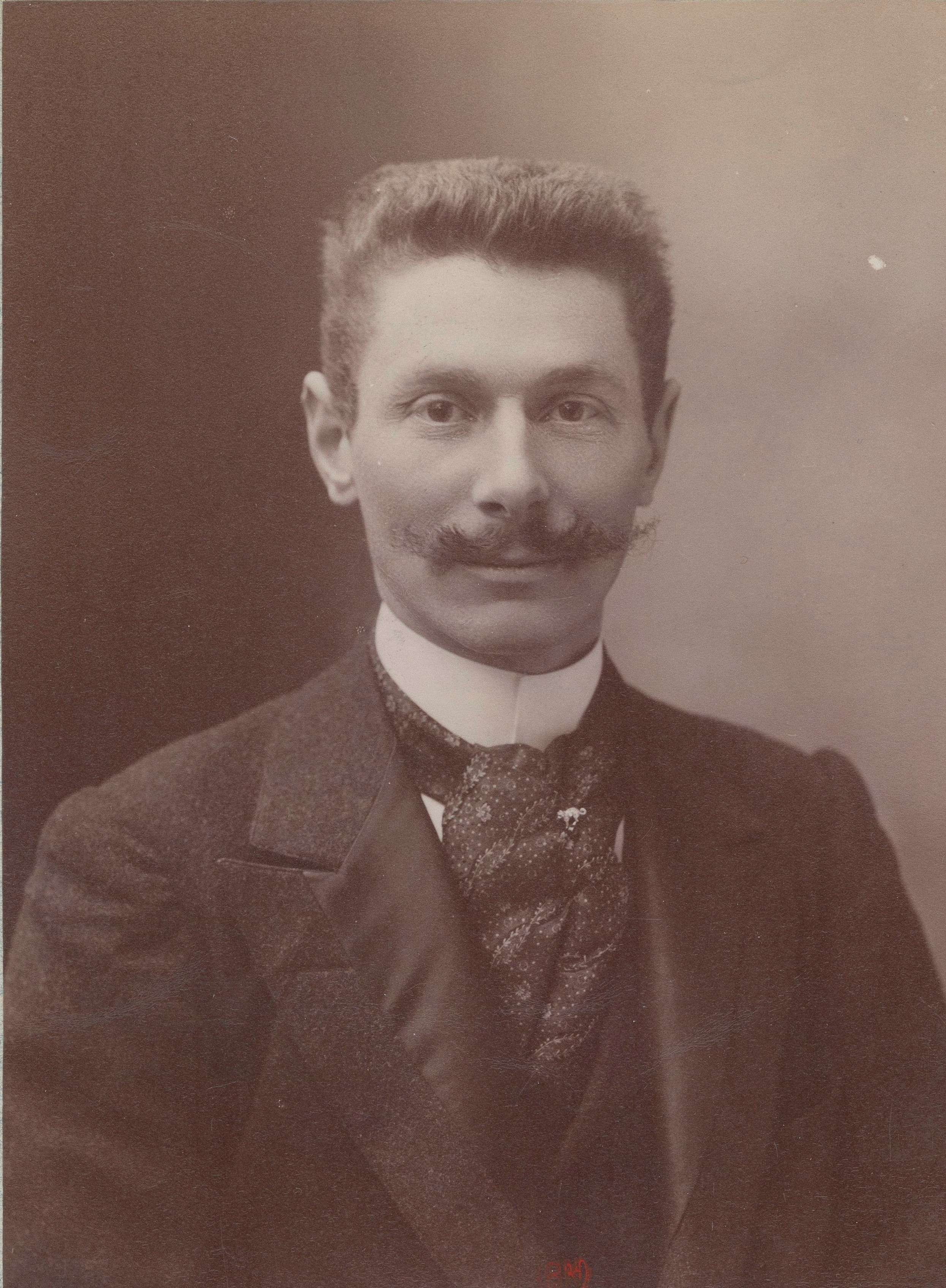
Claudius Madrolle.

Pionnier du guide de voyage en français pour l’Extrême-Orient, avec un premier guide paru en 1902, Claudius Madrolle a contribué à ouvrir au tourisme des contrées lointaines, et plus particulièrement l’Indochine. Son ambition était de se placer dans la lignée des Guides Joanne, Murray's Handbooks for Travellers (en) et Baedeker. Claudius Madrolle est l'auteur principal de ses guides. Il a parcouru la plupart des contrées décrites dans ses itinéraires. Il s'appuie aussi sur un réseau de correspondants : fonctionnaires coloniaux, résidents français, consuls, ... Il suscite aussi la collaboration de bons connaisseurs de régions ou de sujets particuliers tels que : Pierre Bons d'Anty, Edmond Chavannes, Maurice Courant, Richard de Marguerye, Arnold Vissière, ceux ci étant nommément les auteurs de monographies de la collection.
Au cours de cette brève période, les grands traits de la collection sont posés. La structuration des guides varie ensuite peu : la partie descriptive est organisée en chapitres géographiques, chaque chapitre s’ouvrant par le sommaire des différents itinéraires décrits. Paraissent, en 1902, Indochine, Indes, Siam et, en 1904, les deux guides Chine du Nord et Chine du Sud avec leur déclinaison en monographies. En 1907 paraît Tonkin du Sud qui sera le dernier guide publié par le Comité de l'Asie française alors qu’un an auparavant Hachette a déjà édité Indes du Sud son premier Madrolle.
Les difficultés de son entreprise ressortent pour une bonne part du coût des voyages d'Europe vers l’Extrême-Orient et pour ce qui concerne plus particulièrement l'Indochine des sérieux problèmes d’accessibilité de cette dernière à l'époque. : Les difficultés d’accès au port de Saigon expliquent pourquoi les compagnies touristiques ne l’ont jamais intégrée à leurs escales régulières au même titre que Singapour, Hong Kong, Manille, Batavia, Shanghai, Yokohama, Nagasaki ; Saigon est donc restée une escale franco-française. Ainsi dès 1932, trente des grands paquebots, appartenant à huit compagnies étrangères et servant à relier l’Europe à l’Extrême Orient, passent chaque mois au large de l’Indochine sans y faire escale. Ceci explique la relative rareté de ces guides dont la diffusion ne peut se comparer à celle des autres collections de la même époque.

### Période: 1902-1907. Les guides publiés par le Comité de l'Asie française (1902-1907)
Au cours de cette brève période, les grands traits de la collection sont posés. La structuration des guides varie ensuite peu : la partie descriptive est organisée en chapitres géographiques, chaque chapitre s’ouvrant par le sommaire des différents itinéraires décrits. Paraissent, en 1902, Indochine, Indes, Siam et, en 1904, les deux guides Chine du Nord et Chine du Sud avec leur déclinaison en monographies. En 1907 paraît Tonkin du Sud qui sera le dernier guide publié par le Comité de l'Asie française alors qu’un an auparavant Hachette a déjà édité Indes du Sud son premier Madrolle.

### Période: 1906-1914 Les publications chez Hachette (1906-1914)

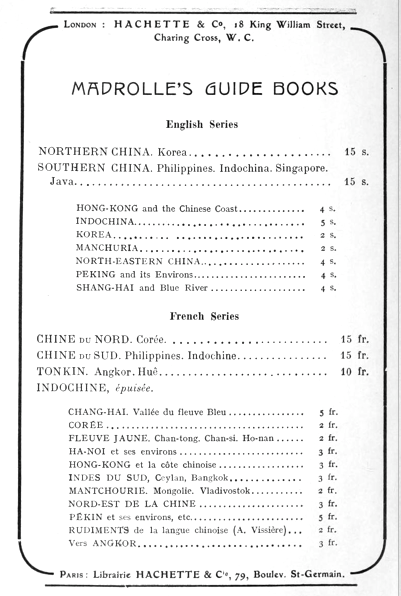
liste des guides Madrolle disponibles en 1912.

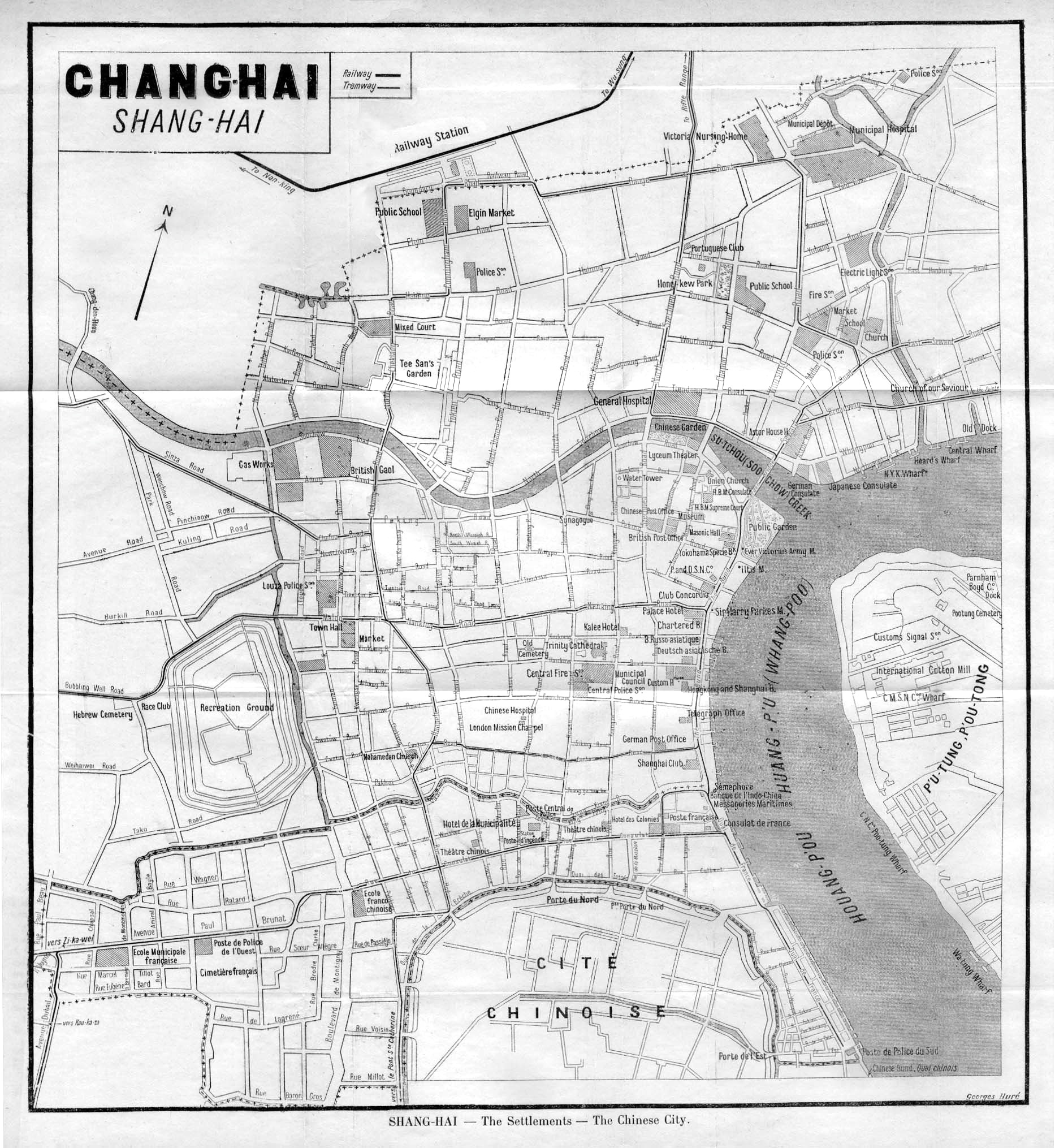
1912 plan de Shanghai et des concessions (Settlements).

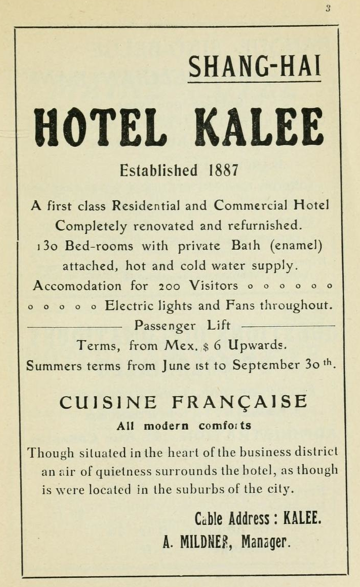
Publicité en 1912 pour lHôtel Kalee à Shanghai.

Indes du Sud en 1906 sera le premier Madrolle paru chez Hachette. Cet important éditeur français publie avec les Guides Joanne, devenus après-guerre les Guides bleus, les guides de voyage de référence en langue française.
Il dispose d’un vaste réseau de diffusion pas seulement en France mais dans le monde, avec notamment une succursale à Londres qui aura la responsabilité des éditions en anglais (voir ci-dessous). Une intense activité éditoriale se déploie, au total 13 guides et monographies paraissent dont certains en anglais. La guerre interrompt non son travail mais toute parution à l'exception de la seconde édition, très amplifiée, du Chine du Sud qui est déposée à la BnF en 1916. Non mobilisable, Claudius Madrolle a 44 ans en 1914, continue de travailler à ses guides.

### L'après-guerre 1918-1935
La Première Guerre mondiale a créé une cassure pour le tourisme en général, et pour le tourisme lointain en particulier. Claudius Madrolle dispose de son fonds de guides en préparation avant-guerre. Il peut notamment diffuser son grand guide Chine du Sud 1916, il est conduit à se recentrer sur l’Indochine. Cette période est marquée principalement par la publication des guides Indochine qui vont être appréciés, et de ce fait connaître une assez large diffusion.

### Dernières publications: 1935-1939
Les dernières années de la collection (1935-1939). Les publications disponibles se raréfient, Claudius Madrolle procède à la remise en vente de guides à peine modifiés, probablement déjà imprimés. Cette tâche est confiée aux Éditions géographiques maritimes et coloniales. Le déclenchement de la seconde guerre mondiale explique que les dernières parutions auront une diffusion réduite. En 1945 certains guides seront encore disponibles chez l’éditeur.

## Les guides en français
Présentation de la liste des guides parus en français. Les dates portées ci-dessus sont soit les dates mentionnées dans le guide, soit en l'absence d'indication la date vraisemblable de mise en vente.
| Année  | Titre                                          | Année  | Titre                                         |
| ------ | ---------------------------------------------- | ------ | --------------------------------------------- |
| 1902   | Indo-Chine, Indes, Siam                        | 1913   | Mantchourie                                   |
| 1904   | Chine du Nord, Corée, Le Transsibérien         | 1913   | Nord-Est de la Chine                          |
| 1904   | La Corée                                       | 1913   | Pékin                                         |
| 1904   | Nord de la Chine                               | 1913   | Ligne du Yun-Nan                              |
| 1904   | Rudiments de la langue chinoise                | 1914   | Japon                                         |
| 1904   | Le Sud du Yun-Nan                              | 1914   | Java                                          |
| 1904   | Chine du Sud, Ports du Japon                   | 1914   | Le Mont O-Mei, Lieu de pèlerinage bouddhique  |
| 1904   | L’Art chez les Chinois                         | 1916   | Chine du Sud, Java, Japon                     |
| 1904   | Historique de la Chine                         | [1920] | Annam central                                 |
| 1904   | Sud de la Chine                                | [1920] | Baie de Ha-long                               |
| 1904   | Les Voyageurs chinois                          | [1920] | Japon                                         |
| 1906   | Indes du Sud                                   | [1920] | Java                                          |
| 1906   | Rudiments de la langue chinoise                | [1920] | Philippines                                   |
| 1907   | Tonkin du Sud, Hanoi                           | [1920] | Siam, Presqu'île Malaise                      |
| 1910   | Hong Kong                                      | 1923   | Indochine du Nord, 1re édition                |
| [1911] | Rudiments de la langue chinoise                | 1925   | Vers Angkor                                   |
| 1911   | Ha-Noi                                         | 1925   | Indochine du Nord, 2e édition                 |
| 1911   | Chine du Nord, Corée, 2e édition               | 1926   | Indochine du Sud, 1re édition                 |
| 1911   | Chang-Hai                                      | 1926   | De Marseille à Saigon                         |
| 1911   | Corée                                          | 1926   | De Saigon à Tourane                           |
| 1911   | Fleuve Jaune                                   | 1926   | Siam                                          |
| 1911   | Mantchourie, Mongolie, Province maritime russe | 1928   | Indochine du Sud, 2e édition                  |
| 1911   | Nord-Est de la Chine                           | 1931   | Climatologie, Sources thermales d'Indochine   |
| 1911   | Pékin                                          | 1932   | Indochine du Nord, 3e édition                 |
| 1912   | Hanôi                                          | [1932] | Les Routes automobilables (Pochette Madrolle) |
| 1912   | Rudiments de la langue chinoise                | [1935] | Histoire du Cambodge                          |
| 1913   | Vers Angkor                                    | 1939   | Indochine du Sud, 3e édition                  |
| 1913   | Chine du Nord, Corée                           | [1939] | De Marseille à Saigon                         |
| 1913   | Chang-Hai                                      | 1939   | Indochine du Nord, 4e édition                 |
| 1913   | Corée                                          |        |                                               |

## Les guides en anglais:The Madrolle Guides
Dès le début de la collection, Claudius Madrolle s’est intéressé au public anglophone. En effet comme il le note " L’anglais est la langue étrangère la plus usitée dans tout l’Extrême-Orient ; c’est celle des relations maritimes et commerciales, son emploi est officiel dans le service des douanes chinoises et sur la plupart des voies ferrées." . Au total parurent 11 guides, certains d'entre eux étant des tirés à part.
- Northern China, 1912
- Korea, 1912
- Peking, 1912
- North-Eastern China, 1912
- Manchuria, 1912
- Shang-Hai and the Valley of the Blue River, 1912
- Indochina, 1930
- To Angkor, [1930]
- Siam, [1930]
- Indochina, 1939
- To Angkor, 1939